# Mitrofan al Buzăului

Mitrofan al Buzăului a fost un episcop ortodox din Țara Românească și unul dintre cei mai importanți cărturari români ai vremii sale, tipograf, editor, poet, traducător. 
Mitrofan era originar din Moldova, unde se călugărise la Mănăstirea Bisericani. Bazându-se pe un act de vânzare din 26 iunie 1696, prin care Mincu sin Timotei ot Bonțești din Slam Râmnic îi vinde două pământuri, și pe considerentul că el a ctitorit aici un schit, așa cum au făcut și alți episcopi buzoieni în locurile lor de baștină, preotul Gabriel Cocora concluzionează că Mitrofan ar fi originar din această localitate, azi aparținătoare comunei Cârligele din județul Vrancea.  Sub îndemnul mitropolitului Dosoftei al Moldovei a deprins meșteșugul tiparului, iar numele său este menționat în „Psaltirea slavo-română” (1680), „Molitvelnicul de-nțeles” (1681) și „Viața și petrecerea sfinților” (1682). La rugămintea patriarhului Dositei al Ierusalimului, a pus bazele unei tipografii grecești la Mănăstirea Cetățuia din Iași, în 1682, când a tipărit cartea patriarhului Nectarie, „Întâmpinare în contra primatului papei”.
În anul 1682, Mitrofan a fost ales episcop al Hușilor, iar în 1686 - cu ocazia pribegiei mitropolitului Dosoftei în Polonia, el se va refugia în Țara Românească, unde s-a aflat în slujba domnului Șerban Cantacuzino și mai apoi a lui Constantin Brâncoveanu. Mitrofan a devenit conducătorul tipografiei domnești din București, unde a tipărit „Biblia de la București”, în 1688. Tot aici a mai tipărit Mărgăritarele Sfântului Ioan Gură de Aur (1691) precum și câteva cărți în limba greacă.
La 10 iunie 1691 a fost ales episcop al Buzăului, fiind propus și susținut de domnul Țării Românești, Constantin Brâncoveanu. Acolo a înființat prima tipografie din acest oraș, a șasea din Țara Românească, formând un grup de meșteri tipografi și gravori. Aici va tipări 14 cărți, prima dintre ele fiind Pravoslavnica Mărturisire (1691); Mineiul , 12 volume (1698); Evloghion adecă Molitvenic (1699); Octoih ce să zice osmoglasnicul (1700); Triodion ce să zice Tripeasneța (1700); Evloghion adecă Molitvnica (1701); Penticostariu (1701); Psaltirea (1701); Învățătura preoților pe scurt (1702); Sfânta și Dumnezeiasca liturghie (1702); Molitvele vecerniei și utreniei (1702). A creat și versuri cum sunt Stihuri politice 10 asupra stemei prea luminatului, slăvitului și blagocestivului Io, Constantin B. Basarabă Voevoda, în Mineiul, 1998 și în Octoih, 1700, deși nesemnate, dar și altele semnate, Stihuri politice 6 asupra cinstitii Cruci din stema Prea luminatului Domn Io Constantin Basarab Voevoda, în Evloghion, 1799 și 1701. În Biblia de la București se găsesc de asemenea contribuții originale aparținându-i lui Mitrofan. Printre alte ctitorii ale sale se numără și schitul din Bonțești (astăzi în comuna Cârligele, județul Vrancea).
Mitrofan al Buzăului a murit în anul 1702.